# Веслування на байдарках і каное на літніх Олімпійських іграх 1964
Змагання з веслування на байдарках і каное в програмі літніх Олімпійських ігор 1964 включають в себе лише спринтерські гонки. 

## Медальний залік
| Місце               | Країна                           | Золото | Срібло | Бронза | Загалом |
| ------------------- | -------------------------------- | ------ | ------ | ------ | ------- |
| 1                   | СРСР (URS)                       | 3      | 0      | 1      | 4       |
| 2                   | Об'єднана німецька команда (EUA) | 2      | 1      | 1      | 4       |
| 3                   | Швеція (SWE)                     | 2      | 0      | 0      | 2       |
| 4                   | Румунія (ROU)                    | 0      | 2      | 3      | 5       |
| 5                   | США (USA)                        | 0      | 1      | 1      | 2       |
| 6                   | Нідерланди (NED)                 | 0      | 1      | 0      | 1       |
| 6                   | Угорщина (HUN)                   | 0      | 1      | 0      | 1       |
| 6                   | Франція (FRA)                    | 0      | 1      | 0      | 1       |
| 9                   | Данія (DEN)                      | 0      | 0      | 1      | 1       |
| Загалом (9 збірних) | Загалом (9 збірних)              | 7      | 7      | 7      | 21      |

## Результати

### Чоловіки
| Дисципліна                | Золото                                                                      | Срібло                                                                                            | Бронза                                                                |
| ------------------------- | --------------------------------------------------------------------------- | ------------------------------------------------------------------------------------------------- | --------------------------------------------------------------------- |
| Каное-одиночки, 1000 м    | Юрген Ешерт (EUA)                                                           | Андрей Ігоров (ROU)                                                                               | Євгеній Пеняєв (URS)                                                  |
| Каное-двійки, 1000 м      | СРСР (URS) Андрій Хіміч Степан Ощепков                                      | Франція (FRA) Жан Буден Мішель Шапуа                                                              | Данія (DEN) Пір Нільсен Джон Соренсен                                 |
| Байдарки-одиночки, 1000 м | Рольф Петерсон (SWE)                                                        | Міхай Геш (HUN)                                                                                   | Аурел Вернеску (ROU)                                                  |
| Байдарки-двійки, 1000 м   | Швеція (SWE) Гуннар Уттерберг Свен-Олов Шьоделіус                           | Нідерланди (NED) Тон Гертс Пол Хукстра                                                            | Об'єднана німецька команда (EUA) Гайнц Бюкер Гольгер Цандер           |
| Байдарки-четвірки, 1000 м | СРСР (URS) Микола Чужиков Анатолій Гришин В'ячеслав Іонов Володимир Морозов | Об'єднана німецька команда (EUA) Гюнтер Перлеберг Бернгард Шульце Фрідгельм Венцке Гольгер Цандер | Румунія (ROU) Сіміон Куцюк Атанасе Шотнік Міхай Цуркаш Аурел Вернеску |

### Жінки
| Дисципліна               | Золото                                                            | Срібло                                 | Бронза                                     |
| ------------------------ | ----------------------------------------------------------------- | -------------------------------------- | ------------------------------------------ |
| Байдарки-одиночки, 500 м | Людмила Хведосюк (URS)                                            | Хільде Лауер (ROU)                     | Марсія Джонс (USA)                         |
| Байдарки-двійки, 500 м   | Об'єднана німецька команда (EUA) Аннемарі Ціммерман Росвіта Ессер | США (USA) Франсін Фокс Глоріанн Перрьє | Румунія (ROU) Хільде Лауер Корнелія Сідері |